# Ljudje na prelomnici
Ljudje na prelomnici je roman z zgodovinsko in vojno tematiko. Napisal jo je  Matevž Hace, izšla je leta 1963 pri založbi Borec v Ljubljani.
Razdeljena je na 29 poglavij, obsega 339 strani in 103.500 besed.

## Zgodba
Roman se dogaja v času 2. svetovne vojne na področju Dolenjske, Notranjske in Primorske. Opisuje življenje  partizanov in njihovih družin, ki so ostale doma. Med seboj so si različni, vendar vsi stremijo k istemu cilju. Zgodbe se med seboj prepletajo. Ljubezenska zgodba med partizanko Malko in partizanom Ivanom, ki pa se razideta, saj je Malki pomembnejši boj in revolucija in meni, da za ljubezen v vojnem času ni mesta. Prikazani so boji, premestitve partizanov, trpljenje, dvigi in padci narodne zavesti, laži o koncu vojne. Gorijo domovi, domače ljudi odpeljejo v internacijo ali pobijejo. Razmere so težke, partizanom primanjkuje hrane, vse več borcev pade, pričnejo se prepirati. V zgodbah so nazorno prikazani odnosi med cerkvijo, partizani in Italijani ter belogardisti. Domačini, ki so bili na strani Italijanov, so se organizirali v vaške straže. Na koncu romana partizani uspešno premagajo tako italijanske vojake kot tudi pripadnike vaških straž.

## Kritike, literarna zgodovina
″Z zdravo presojo o moralni vrednosti takšnih in drugačnih pojavov je Hace tudi v tej knjigi razodel predvsem svojo nezamegljeno, preprosto, toda resnično pošteno in modro človečnost. Zaradi teh lastnosti lahko njegovi Ljudje na prelomnici, pa čeprav niso zahtevna literatura, veljajo kot dobra sodobna ljudska povest.″ (Mitja Mejak 1966: 70)